# 區間平均速率執法

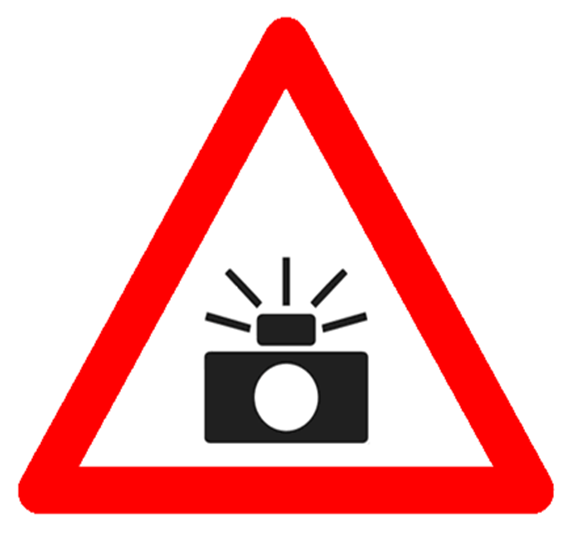
台灣的測速照相提醒標誌牌

區間平均速率執法，或稱區間平均速率科技執法，又稱區間控制，通稱區間測速，是一種在起點記錄車輛時間和車牌等資料，之後在終點再次記錄同一部車輛離開該路段的時間，以判斷車輛是否超速的執法方式。有別於定桿測速照相機定點測量車輛通過相機前的瞬時速率，此種執法方式，能避免駕駛人於測速相機前行駛，慣於急煞又隨即加速的危險駕駛行為。

## 簡介
區間測速的原理是在馬路的某個路段上設置兩個偵測點，如果有車輛通過，儀器就會記錄車輛在兩個偵測點間的行駛時間及相關資料，再由公式「距離／時間＝速率」，推算出車輛行駛的平均速率，以判斷車輛是否超速。假設起點和終點相距10公里，時速限制為100公里每小時，以最高合法車速完成這段路程的時間為6分鐘，故車輛如以快過6分鐘的時間出現在終點，電腦便能計算出該車輛超出合法車速。
區間測速方式在荷蘭、比利時、英國、義大利、南非、瑞士、西班牙、奧地利、捷克、挪威、法國、中國大陸、臺灣等多國／地區採行。區間測速在中國大陸多數路段均有應用，而在歐美國家則多在特定路段採用，至於實施區間測速路段長度視實際交通狀況而定，例如南非測速路段長度可長達71公里。區間測速系統準確性高，因此被譽為「最嚴厲的防超速方法」。

## 各國／地區概況

奧地利在區間控制路段開始處的標示

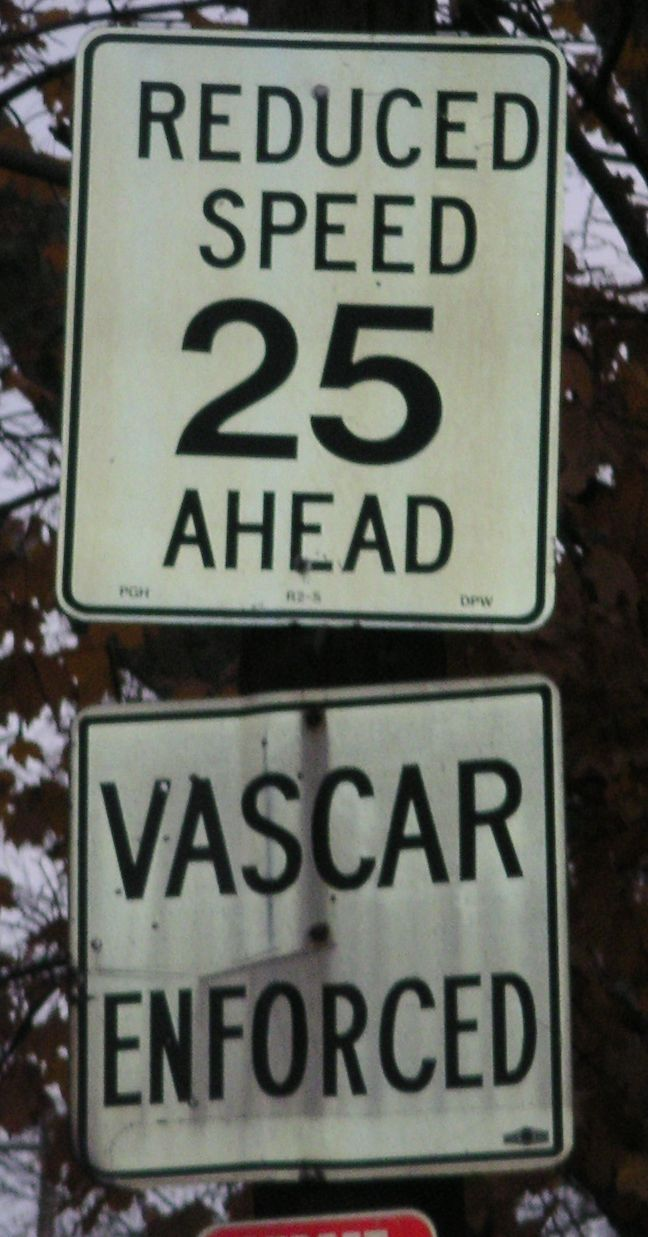
路標提醒將用VASCAR設備執行車速限制

### 歐美

英国平均速率测速照相警示板

在美國，亞瑟·馬歇爾（Arthur Marshall）於1966年創造半自動化手動操作的計時和平均速率計算設備「VASCAR」，當車輛經過兩個已知距離的地標時，地面、車輛或空中的觀察者只需按下按鈕紀錄。英國於1999年推出「SPECS」平均速率測速照相系統。奧地利自2003年在高風險路段執行區間控制（Section Control）以監控車輛速度。
德國於2009年首次討論了區間控制议题，並開始在斯圖加特試點測試。2018年底，於格萊丁根和拉岑之間的聯邦國道B6路段投入區間控制系統。路線開始處的入口攝影機會先記錄車牌，然後系統會儲存其他與車輛有關的數據，例如行進方向、位置和時間；出口的攝影機會確定車輛是否超過速限。如果系統檢測到車輛超速，則第三台攝像機會檢測到駕駛，以便對其處以罰款。如果沒有超速，數據將被無痕刪除。
在法國等一些國家與地區，警察會根據收費道路票上的時間戳計算行駛間的平均速率判斷駕駛是否超速。
其他使用類似技術的國家：
- Trajectcontrole（荷蘭，第一個使用「固定平均速率檢查」的國家）
- Odcinkowy pomiar prędkości（波蘭）
- Tutor 或 Safety Tutor（義大利）
- Safe-T-Cam（澳大利亚）
- Trajectcontrole／Radar tronçon（比利時）

### 中華民國

#### 起源
麥克阿瑟公路：1964年臺灣省公路局為加強台北基隆間麥帥公路的行車安全而實行打時卡制度，由麥帥公路兩端的管制站將記有行車時時限的卡片交汽車駕駛人，記錄其行駛時間以控制麥帥公路上的車輛行駛速率，嚴禁超速行車並對超過規定速率者予以處罰，為臺灣最早區間測速先驅。

#### 歷史
臺灣於2018年7月首次在高肇事率的台2線新北市萬里隧道內採用區間測速系統。萬里隧道的速限為時速50公里，但車輛平均速率高於70公里每小時才舉發。從2018年7月1日執法到22日為止，萬里隧道以平均速率執法總共開出罰單2,140張，每張罰單1,800元新台幣以上，共開出新台幣385萬元的罰鍰。
2019年，因區間測速在台9線北宜公路19－23.1 km處實施效果顯著，新北市政府計畫將在2021年3月分8段、擴大延伸至全路段（19－56 km）設置，但引發許多用路人及車友反彈，批評訂定的速限不合理地低，可能導致馬路更加壅塞，並在2月28日發起「北宜乖寶寶運動」抗議。其抗議的方式乃藉由召集車輛，同時以速限行駛湧入北宜公路，藉此凸顯不合理的速限訂定方式，不但無助於改善交通安全，更降低公路的運輸效率。
2020年4月，有機車駕駛者在台61線西濱快速公路彰化路段被區間測速開了一張超速罰單，但他事後比對行車記錄器確認自己沒有超速，而警方檢視系統，發現是系統出現問題，源自系統攝影機自動對時的韌體異常，導致系統和網路的時間出現誤差，也造成違規照片時間資料錯誤，並將從3月初到當時的1379—3627件違規罰單全部撤銷。此事件更延伸出發現區間測速儀器缺乏法定檢驗標準，使全台灣各縣市紛紛停用區間測速系統。
因此在2020年10月20日，經濟部標準檢驗局為此特別訂定《區間平均速率裝置檢定檢查技術規範》，規定區間測速裝置應實施檢定並經檢驗合格方可使用，以增進執法公信力並確保民眾權益。2021年起在《區間平均速率裝置檢定檢查技術規範》上路下，區間測速設施將在全台灣裝置37處陸續加入。1月20日，Facebook粉絲專頁「理觀點」貼文認為台灣多處的區間測速得標廠商東山科技公司使用中國大陸監視器廠商海康威视的產品，可能有資訊安全問題。時任交通部部長林佳龍表示，廠商若無法證明產地非中華人民共和國，並切結零組件非中華人民共和國製者，須先下架。
2022年四月，桃園市台3線龍潭路段50.5至51.7公里之區間測速開出均速為142公里/小時的罰單，經網友到場觀測，發現該路段為山路且蜿蜒，要均速達142公里/小時幾乎不可能，區間測速精準度再度遭網友質疑。對此時任桃園市交通警察大隊執法組長表示：「警方已委請廠商調出原始資料重新檢視，並檢查測速儀器，均未發現異常，該區間測速啟用至今也未接到任何申訴。」此聲明一出立刻遭台灣網友譏諷：「誰說台灣沒有快車」。

### 香港
香港運輸署曾於2013年曾推「偵察平均車速攝影機系統試驗計劃」，計劃於2015年在深圳灣公路大橋上安裝偵察平均車速攝影機系統，利用自動車牌識別技術辨認車輛，監測其平均車速，不過在當時因被質疑效益、私隱等問題而作罷。後來，運輸署為打擊荃灣路及西九龍走廊上車輛超速及非法賽車的情況，決定在近港鐵荃灣西站至荃灣公園的一段荃灣路與近櫻桃街公園網球場至長茂街的一段西九龍走廊安裝偵察平均車速攝影機系統，並預計在2021年上半年正式測試。

## 圖集
- 波蘭波茲南附近道路上的限速區間控制標示牌
- 奧地利格弗尔克雷姆斯公路B37（德语：Kremser Straße）的區間控制標示牌
- 英國M1高速公路的SPECS系統攝影機
- 荷蘭A13高速公路上的區間測速標示牌